# Kethahalli, Heggadadevankote
Kethahalli là một làng thuộc tehsil Heggadadevankote, huyện Mysore, bang Karnataka, Ấn Độ.